# Diamond Dixon
Diamond Dixon, född den 29 juni 1992 i El Paso, Texas, är en amerikansk friidrottare inom kortdistanslöpning.
Hon ingick i USA:s lag som tog OS-guld på 4 x 400 meter stafett vid friidrottstävlingarna 2012 i London. 